# Edmund Allenby
Edmund Henry Hynman Allenby, 1. vikomt Allenby (23. dubna 1861 – 14. května 1936) byl britský maršál, který se proslavil ve druhé fázi první světové války, ve které vedl jako vrchní velitel Egyptského expedičního sboru (1917-1918) britské jednotky v bojích proti Osmanské říši v Africe a Asii. V průběhu těchto let zcela ovládl klíčové oblasti blízkého východu (zejména Palestinu a Sýrii) a zcela deklasoval turecké jednotky působící na této frontě. Po válce získal v roce 1919 hodnost polního maršála a byl mu udělen dědičný titul vikomt z Allenby. Je považován za jednoho z nejlepších dohodových velitelů první světové války.